# Aéroport de Saint-Jean
Ne doit pas être confondu avec Aéroport international de Saint-Jean de Terre-Neuve.
L'aéroport de Saint-Jean (code IATA : YSJ • code OACI : CYSJ) est un aéroport dans la ville de Saint-Jean (Nouveau-Brunswick) au Canada se situant à 15 km du centre-ville.
L'aéroport, qui fait partie du Réseau national des aéroports, est la propriété de Transports Canada, et est géré par Saint John Airport Inc. Il a ouvert le 8 janvier 1952.

## Historique
Le 20 mars 1950, Transports Canada et la ville de Saint-Jean signent un accord stipulant que le gouvernement canadien assurerait la construction de l'aéroport et la ville devrait en assurer la maintenance. Toutefois, la construction avait déjà commencé en mars 1949.
En 1951, la première piste, 05-23, de 1 676 m est construite. Un an plus tard, la deuxième piste, 14-32, de 1 554 mètres vient la rejoindre.
Le tout premier avion, un Cessna piloté par James Wade, atterrira alors même que la première sera encore en construction. C'est donc sur du gravier que l'avion se posera avec, à son bord, le Sénateur Riley et d'autres personnalités. En février 1950, c'est le premier atterrissage de nuit avec un Douglas DC-3 de l'Aviation royale du Canada. Le premier vol commercial a eu lieu, quant à lui, le 11 août 1951, avec un DC-3 des Maritime Central Airways. Il était piloté par le capitaine Jones d'Apohaqui (Nouveau-Brunswick).
La construction du terminal a commencé en 1951. L'ouverture officielle a eu lieu le 8 janvier 1952. L'aéroport a été baptisé Turnbull Airfield en hommage à W.R. Turnbull, de Rothesay (Nouveau-Brunswick), qui fut un pionnier dans la recherche aéronautique.
Turnbull, né à Saint-Jean, avait étudié l'ingénierie à l'Université Cornell et à l'Université de Heidelberg. En 1901, il établit son entreprise de consultant en ingénierie à Rothesay. Pour faire sa propre recherche en aérodynamiques, il construisit la première soufflerie au Canada.
Ses recherches l'ont aidé à inventer la première hélice à pas variable. Cette hélice fut un développement important dans la mesure où elle permettait un réglage optimal des pales durant toutes les phases de vol (décollage, ascension, régime de croisière, atterrissage). Un modèle de cette hélice peut être vu à l'aéroport de Saint-Jean.

## Situation

### Carte des aéroports du Réseau National du Canada
| \| 300 km1:20 691 000 \| Calgary Charlottetown Edmonton Fredericton Gander Moncton Halifax Iqaluit Kelowna London Montréal–Mirabel Montréal–Trudeau Ottawa Prince George Québec Regina Saint-Jean Saskatoon Saint-Jean de T.-N. Thunder Bay Toronto Pearson Vancouver Victoria Whitehorse Winnipeg Yellowknife |
| 300 km1:20 691 000 |

## Statistiques
Pour des raisons techniques, il est temporairement impossible d'afficher le graphique qui aurait dû être présenté ici.

Voir la requête brute et les sources sur Wikidata.

## Compagnies et destinations
| Compagnies         | Destinations                                           |
| ------------------ | ------------------------------------------------------ |
| Air Canada Express | Montréal (P.-E.-Trudeau), Toronto (Pearson)            |
| Air Canada Rouge   | En saison: Montréal (P.-E.-Trudeau), Toronto (Pearson) |
| Flair Airlines     | En saison: Orlando, Toronto (Pearson)                  |
| Pascan Aviation    | Halifax (Stanfield), Montréal (Saint-Hubert)           |

Édité le 06/04/2025